# Marjan Duchesne
Marjan Duchesne (Zoersel, 8 mei 1978) is een Belgisch presentatrice. Ze was nieuwsanker op de regionale zenders Ring-TV en AVS.
Duchesne is licentiaat vertaler-tolk Engels-Spaans. In 2002 en 2003 volgde ze een bijkomende opleiding in Bedrijfscommunicatie.
In 2001 wordt ze verkozen tot tweede en voorlopig laatste VT4-Babe. Door deze titel mag ze het automagazine 4Takt en het interactieve programma Chat 3231 op de zender presenteren. In 2002 wordt ze ook een van de omroepsters. Ze blijft omroepen tot 2004. In 2002 wordt ze ook assistente van Chris Van den Durpel in het programma 't Is maar een spel. In 2003 en 2004 presenteert ze het programma BOX 3071. Ook in 2004 speelt Duchesne een bijrol in Het Geslacht De Pauw. In 2005 wordt ze nieuwsanker op Ring-TV en presenteert ze programma's op Kanaal Z en Focus-WTV. In 2006 wordt ze nieuwsanker op AVS. In het najaar van 2007 werd ze het nieuwe gezicht van het veiligheidsprogramma Kijk uit.
Ze heeft ook een eigen vertaalbedrijf MD4T.